# Guerlain Hawaux
Guerlain Hawaux (1 september 2005) is een Belgisch hockeyer.

## Levensloop
Hawaux was actief bij Royal Orée. In 2023 maakte hij de overstap naar Royal Beerschot.
Daarnaast maakt hij deel uit van het Belgisch zaalhockeyteam. Met de Indoor Red Lions behaalde hij brons op het Europees kampioenschap van 2024 te Leuven.